# Jeriquara (kommun)
Jeriquara är en kommun i Brasilien.   Den ligger i delstaten São Paulo, i den sydöstra delen av landet, 500 km söder om huvudstaden Brasília. Antalet invånare är 3 168.
Följande samhällen finns i Jeriquara:
- Jeriquara

Omgivningarna runt Jeriquara är en mosaik av jordbruksmark och naturlig växtlighet. Runt Jeriquara är det ganska glesbefolkat, med 22 invånare per kvadratkilometer.